# Svetlice
Svetlice es un municipio del distrito de Medzilaborce en la región de Prešov, Eslovaquia, con una población estimada a final del año 2024 de 80 habitantes.
Se encuentra ubicado al noreste de la región, cerca del río Laborec (cuenca hidrográfica del río Tisza) y de la frontera con Polonia.

## Demografía
| Año        | 1994 | 2004     | 2014     | 2024     |
| ---------- | ---- | -------- | -------- | -------- |
| Población  | 225  | 152      | 109      | 80       |
| Diferencia |      | −32,44 % | −28,28 % | −26,60 % |

| Año        | 2023 | 2024    |
| ---------- | ---- | ------- |
| Población  | 79   | 80      |
| Diferencia |      | +1,26 % |